# Un Franco, 14 pesetas
Pour plus de détails, voir Fiche technique et Distribution.
Un Franco, 14 pesetas est un film espagnol réalisé par Carlos Iglesias, sorti en 2006.

## Synopsis
Dans les années 1960, deux Espagnols, Martín et Marcos s'installent en Suisse pour travailler, laissant leurs familles au pays. Chacun rencontre une femme sur place.

## Fiche technique
- Titre : Un Franco, 14 pesetas
- Réalisation : Carlos Iglesias
- Scénario : Carlos Iglesias
- Musique : Mario de Benito
- Photographie : Tote Trenas
- Montage : Luis Manuel del Valle
- Production : Susana Maceiras
- Société de production : Adivina Producciones
- Pays :  Espagne
- Genre : Comédie dramatique
- Durée : 102 minutes
- Dates de sortie : 
  -  Espagne : 5 mai 2006

## Distribution
- Carlos Iglesias : Martín
- Javier Gutiérrez Álvarez : Marcos
- Nieve de Medina : Pilar
- Isabel Blanco : Hanna
- Iván Martín : Pablito
- Tim Frederic Quast : Pablo
- Eloísa Vargas : Luisa
- Aldo Sebastianelli : Tonino
- Ángela del Salto : Mari Carmen
- Fely Manzano : Amalia
- Iñaki Guevara : Alberto
- Isabelle Stoffel : Erika
- Raúl Pazos : Lorenzo
- Miguel de Lira : Gallego
- Carmen Rossi : Paz
- José Cantero : Julian
- Marta Puig : Gloria
- Carmen Luna : Simona
- Martín Mujica : Guillermo
- Juan Jesús Valverde : Anselmo

## Distinctions
Le film a été nommé au prix Goya du meilleur nouveau réalisateur.